# Universitat d'Alcalá
La Universitat d'Alcalá és una universitat pública espanyola situada a la ciutat d'Alcalá de Henares. Els seus campus són a Alcalá i Guadalajara. Els seus orígens es troben a la primera universitat a Alcalá, la Universitat Cisneriana, fundada pel Cardenal Cisneros. L'any 1836, mitjançant un reial ordre, es va tancar. Els estudis de l'extinta Universitat d'Alcalá es van traslladar a Madrid, el que va servir per a la fundació de la Universitat Literària de Madrid, poc després Universitat Central i que, més d'un segle més tard des que va començar el seu funcionament, rebria el nom d'Universitat Complutense de Madrid. L'actual universitat alcalaína va ser fundada en 1977.

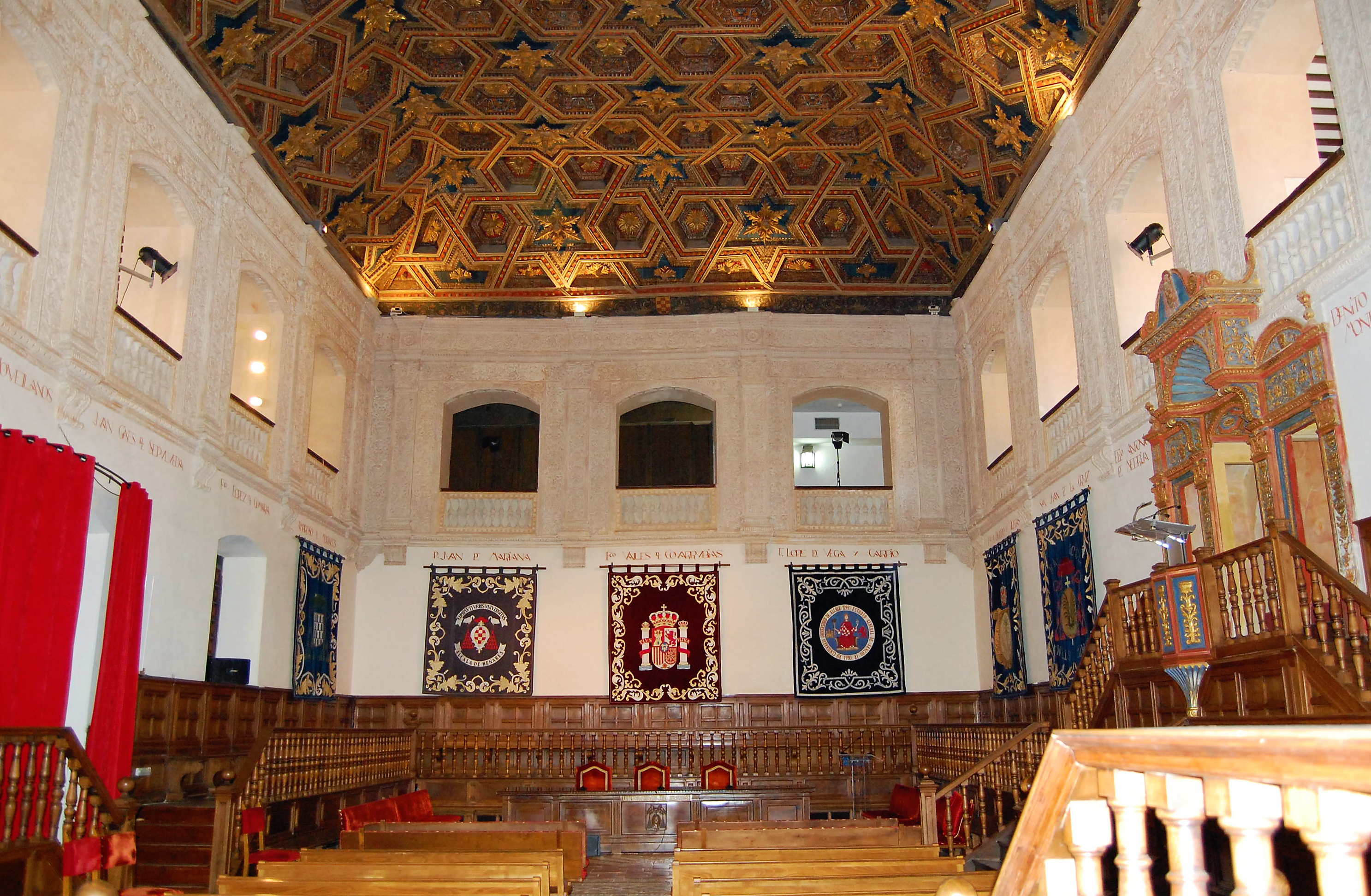
Paraninf de la Universitat d'Alcalá.